# 金沢安之助
金沢 安之助（金澤、かねさわ やすのすけ、1875年（明治8年）5月10日 - 1941年（昭和16年）1月9日）は、明治から昭和前期の日本の農業経営者、政治家、実業家。衆議院議員。

## 経歴
磐前県白川郡中石井村（福島県東白川郡中石井村、石井村、塙町、矢祭村を経て現矢祭町大字中石井字館谷）の金沢八百蔵の長男として生まれる。1912年（大正元年）家督を相続し、農業を営む。
1888年（明治21年）石井小学校代用教員となり1890年（明治23年）まで務めた。河野広中らに私淑して自由民権運動に参加。1892年（明治25年）第2回衆議院議員総選挙で河野の選挙運動中、党友白坂末吉の刺殺事件に連座し同志6名と白河監獄に入獄した。
1915年（大正4年）福島県会議員に選出され、同参事会員も務めた。白棚鉄道（白棚線）の敷設に尽力し、同社の取締役を務めた。
1920年（大正9年）5月、第14回衆議院議員総選挙（福島県第6区、憲政会公認）で初当選し、1928年（昭和3年）2月の第16回総選挙まで再選され、衆議院議員に連続3期在任した。長年、普通選挙法の実施を主張した。

## 国政選挙歴
- 第14回衆議院議員総選挙（福島県第6区、1920年5月、憲政会公認）当選[5]
- 第15回衆議院議員総選挙（福島県第6区、1924年5月、憲政会公認）当選[6]
- 第16回衆議院議員総選挙（福島県第2区、1928年2月、立憲民政党公認）当選[7]
- 第17回衆議院議員総選挙（福島県第2区、1930年2月、立憲政友会公認）落選[8]